# Michal Rak
Michal Rak (ur. 14 sierpnia 1979 w Libercu) – czeski siatkarz. Gra na pozycji środkowego. Wielokrotny reprezentant Czech, uczestnik mistrzostw świata 2006, rozgrywanych w Japonii.

## Kariera
- 1999–2003 Odolena Voda
- 2003–2005 Itas Diatec Trentino
- 2005–2007 Cimone Modena
- 2007–2008 Prisma Taranto
- 2008–2010 Copra Nordmeccanica Piacenza
- 2010–2011 BCC-NEP Castellana Grotte
- 2011–2012 Tonno Callipo Vibo Valentia
- 2012–2013 Marmi Lanza Werona
- 2013- Hypo Tirol Innsbruck

## Sukcesy
- 2009: mistrzostwo Włoch